# Dombeya wallichii
Dombeya wallichii, i Sverige även enbart dombeya är en malvaväxtart som först beskrevs av John Lindley, och fick sitt nu gällande namn av George Bentham och Hook. f.. Dombeya wallichii ingår i släktet Dombeya och familjen malvaväxter. Inga underarter finns listade i Catalogue of Life.

## Bildgalleri

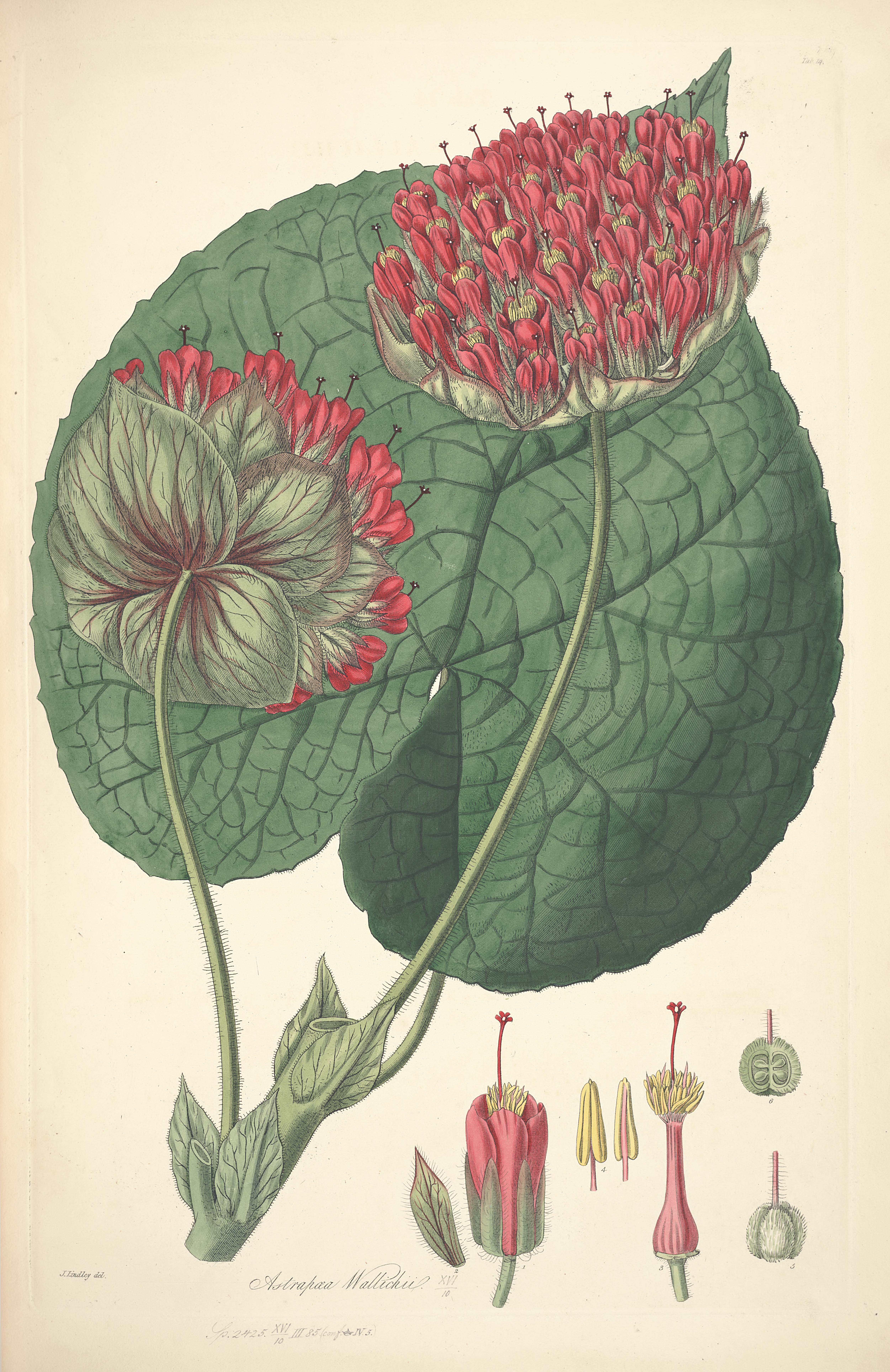
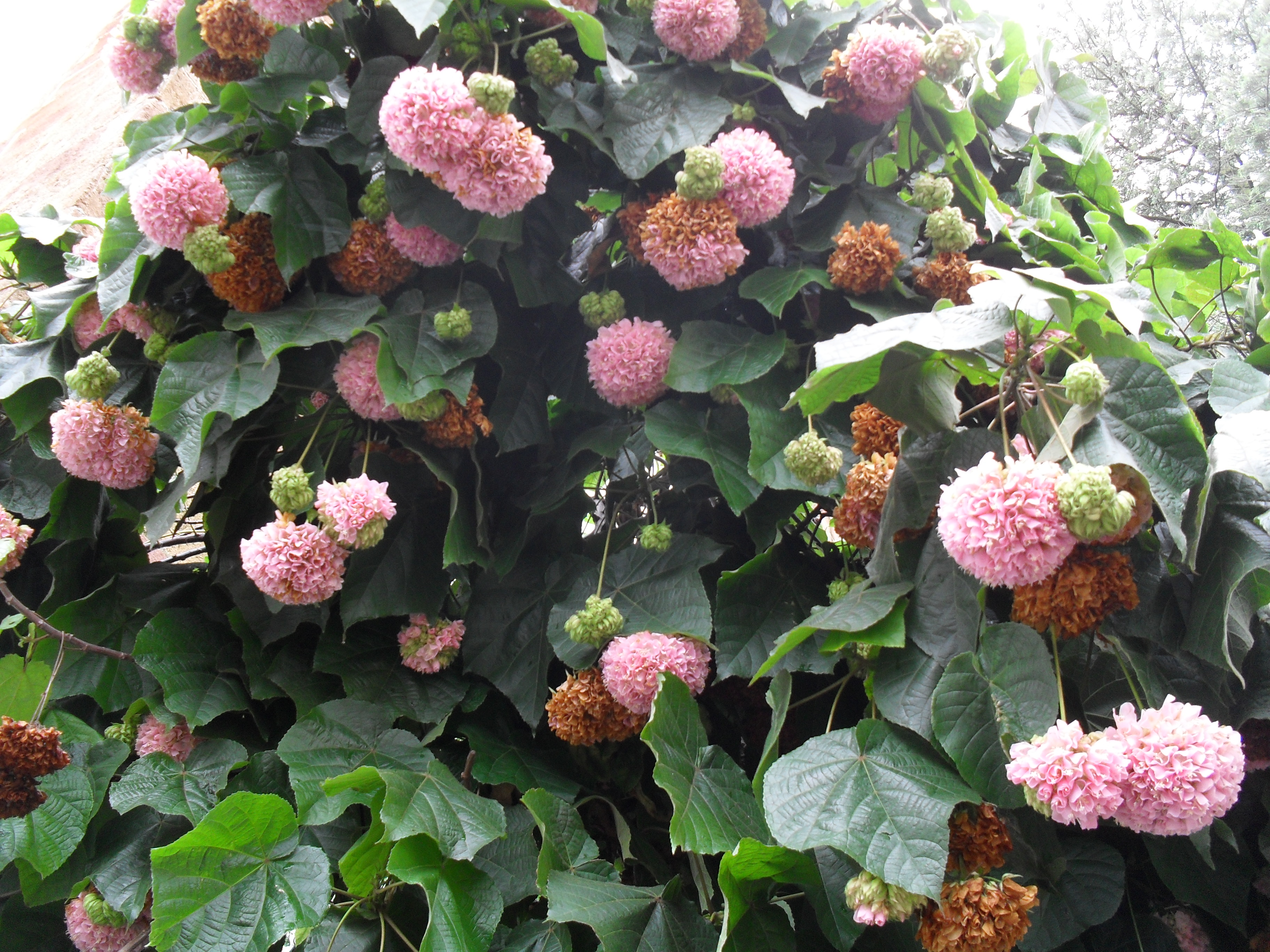
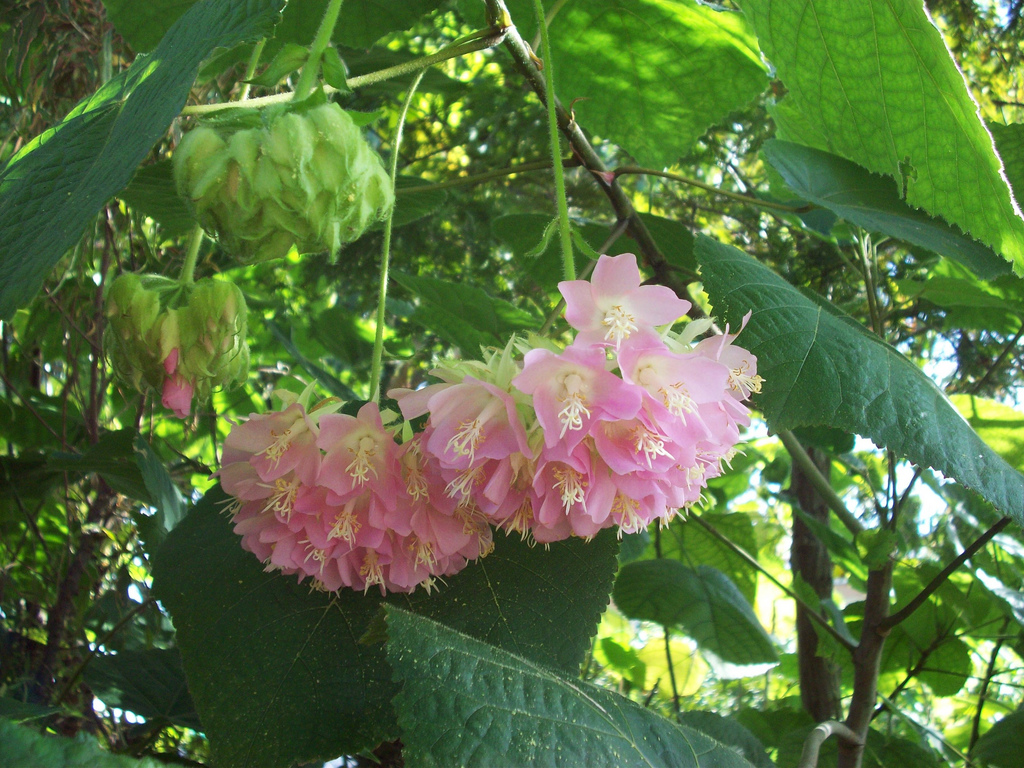
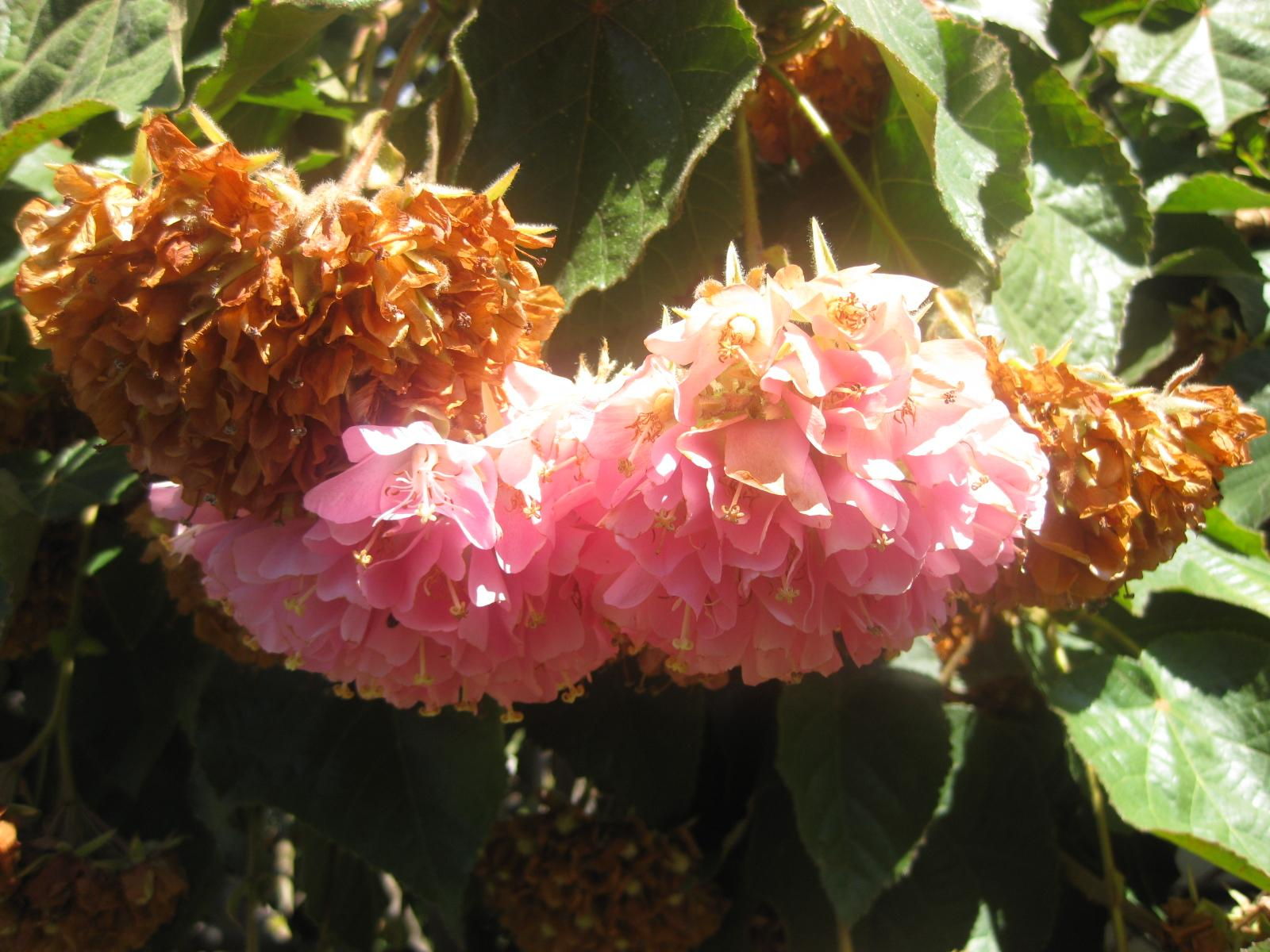
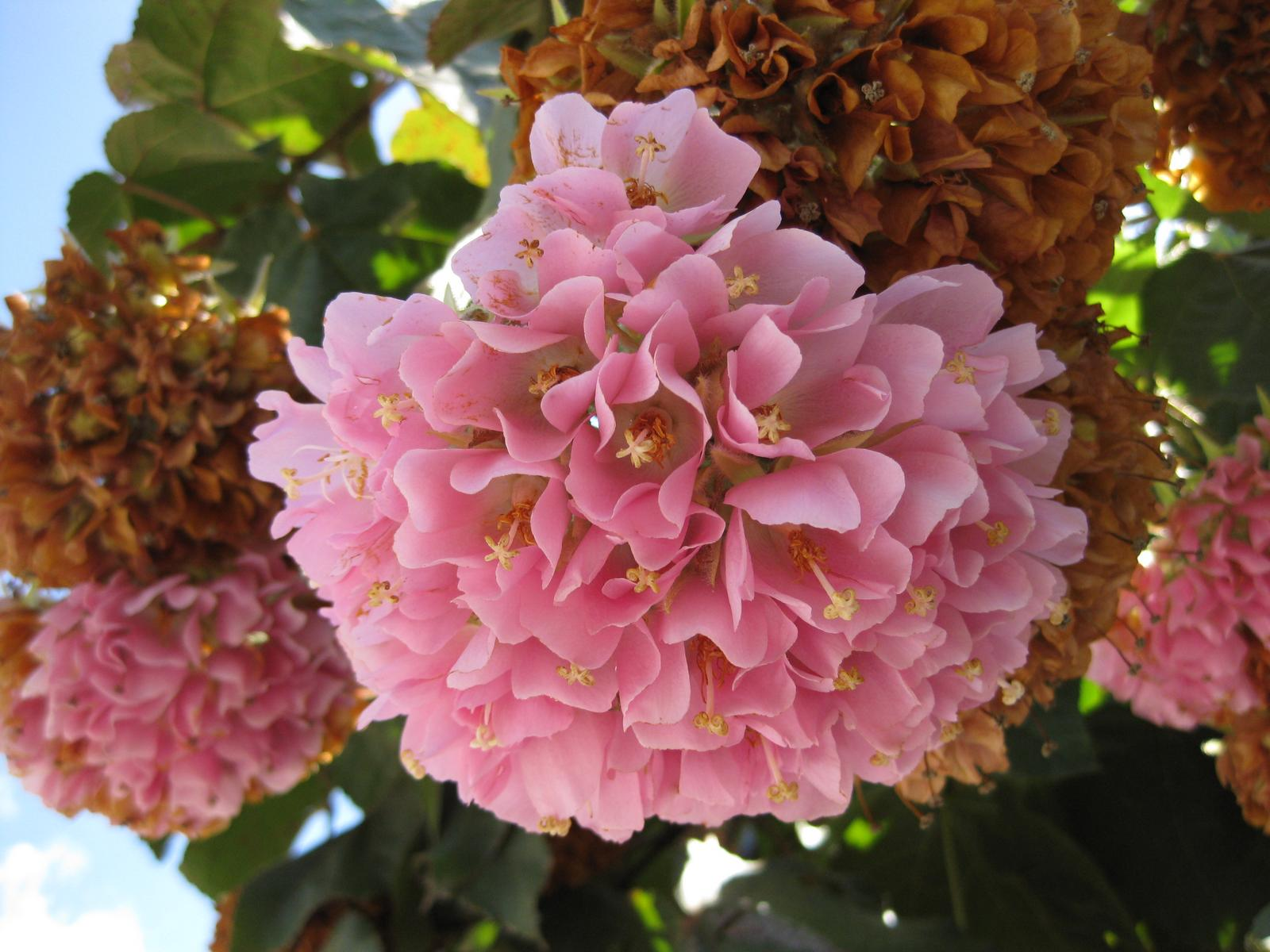
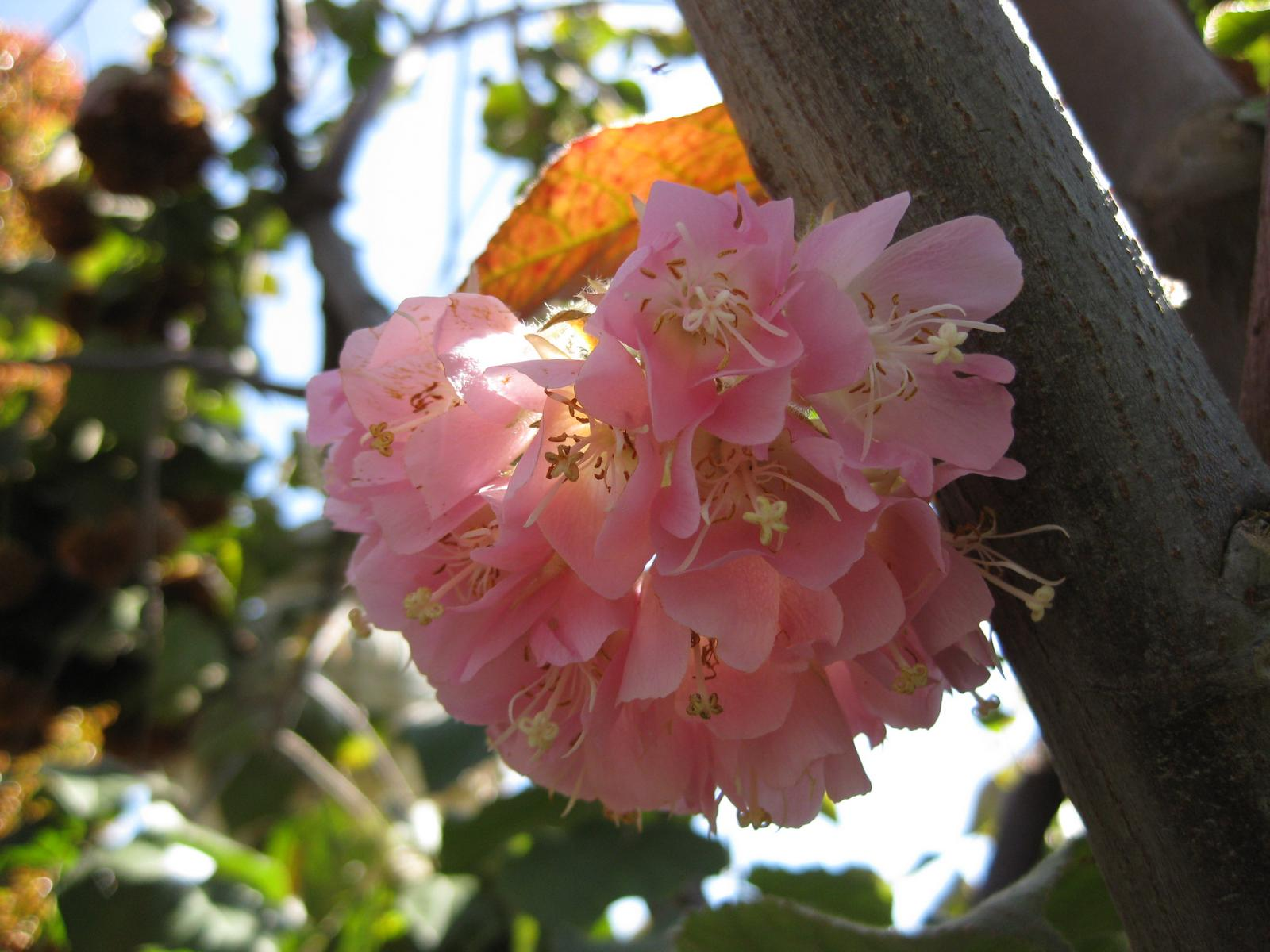